# Arcidiocesi di Emesa
L'arcidiocesi di Emesa (in latino Archidioecesis Hemesena) è una sede soppressa e sede titolare della Chiesa cattolica.
Emesa, corrispondente alla città di Homs in Siria, è ancora oggi sede di diverse circoscrizioni ecclesiastiche, facenti capo alla Chiesa greco-ortodossa di Antiochia, alla Chiesa ortodossa siriaca, alla Chiesa cattolica sira, alla Chiesa greco-cattolica melchita.

## Storia
Emesa fu un'antica sede metropolitana della provincia romana della Fenicia Seconda (o Fenicia Libanese) nella diocesi civile d'Oriente e nel patriarcato di Antiochia.
Emesa era la capitale civile della provincia della Fenicia Libanese, mentre la capitale religiosa e sede metropolitana era Damasco. Nel 452 fu scoperta, nel monastero di Spelaion nei pressi della città, la testa di san Giovanni Battista: questo valse alla città l'elevazione al rango di arcidiocesi autocefala, indipendente da Damasco e direttamente sottomessa alla giurisdizione del patriarca. Nel 761 le sacre reliquie del Battista furono solennemente trasportate nella cattedrale di Emesa: in questa occasione Emesa fu elevata al rango di metropolia senza suffraganee, come attestato da una Notitia episcopatuum del X secolo, che risulta essere un rifacimento e aggiornamento di una precedente del VI secolo.
Secondo la tradizione occidentale, era originario di Emesa Aniceto, undicesimo vescovo di Roma.
Emesa fu sede anche di una comunità della Chiesa ortodossa siriaca; una serie di quattordici vescovi giacobiti sono menzionati nella Cronaca di Michele il Siro dal VII al XII secolo.
Dal XVIII secolo Emesa è annoverata tra le sedi arcivescovili titolari della Chiesa cattolica; la sede è vacante dal 12 ottobre 1970.

## Cronotassi

### Arcivescovi greci
Cronotassi dei vescovi e metropoliti del primo millennio cristiano.
- San Silvano † (? - circa 312 deceduto)
- Anatolio † (prima del 325 - dopo il 340/341)
  - Eusebio † (all'epoca di Costantino) (vescovo ariano)
- Paolo I † (menzionato nel 359)
- Nemesio † (all'epoca di Giovanni Crisostomo)
- Ciriaco † (circa 400/407)[4]
- Paolo II † (prima del 431 - dopo il 433[5])
- Pompeiano † (circa 445/448)
- Uranio † (prima del 451 - dopo il 458)
- Giuliano † (all'epoca di Severo di Antiochia)[5]
- Dositeo † (menzionato nel 591)[6]
- Anonimo † (? - 667 deceduto)[7]
- Teodoro † (VIII-IX secolo)
- Basilio † (IX secolo)[8]
- Giovanni † (X/XI secolo)[9]

### Arcivescovi titolari
- Carlo Majelli † (11 settembre 1724 - prima del 3 gennaio 1739 deceduto)
- Antonín Petr Příchovský z Příchovic † (25 settembre 1752 - 14 gennaio 1754 nominato arcivescovo, titolo personale, di Hradec Králové)
- Innocenzo Gorgoni, O.S.B. Coel. † (17 febbraio 1755 - 1º settembre 1774 deceduto)
- Ignazio Busca † (11 settembre 1775 - 30 marzo 1789 nominato cardinale presbitero di Santa Maria della Pace)
- Charles-Jean Seghers † (18 settembre 1878 - 12 dicembre 1880 succeduto arcivescovo di Oregon City)
- Anacleto Chicaro, O.F.M. † (13 maggio 1881 - 16 aprile 1893 deceduto)
- Giorgio de Lucchi † (28 luglio 1911 - 11 aprile 1913 deceduto)
- Alberto Vassallo di Torregrossa † (3 dicembre 1913 - 7 settembre 1959 deceduto)
- Gabriel Auguste François Marty † (14 dicembre 1959 - 9 maggio 1960 succeduto arcivescovo di Reims)
- Joseph Francis McGeough † (17 settembre 1960 - 12 ottobre 1970 deceduto)